# Gabinete dos Mortos
Gabinete dos Mortos foi o governo falhado do José Bernardino de Portugal e Castro, o marquês de Valença, nomeado a 4 de novembro de 1836 e exonerado um dia depois (se bem que alguns ministros só o seriam a 6 de novembro), sem ter, no entanto, chegado a tomar posse. O governo resultou da Belenzada, um contra-golpe de inspiração cartista em resposta à revolução de Setembro que impusera o Setembrismo.
A sua constituição era a seguinte:
| Cargo                                                                   | Detentor | Detentor                                                  | Período                                       |
| ----------------------------------------------------------------------- | -------- | --------------------------------------------------------- | --------------------------------------------- |
| Presidente do Conselho de Ministros                                     |          | Marquês de Valença (não empossado) (1780–1840)            | 4 de novembro de 1836 a 5 de novembro de 1836 |
| Ministro e Secretário de Estado dos Negócios do Reino                   |          | Visconde do Banho (não empossado) (1786–1840)             | 4 de novembro de 1836 a 5 de novembro de 1836 |
| Ministro e Secretário de Estado dos Negócios Eclesiásticos e de Justiça |          | Francisco de Paula e Oliveira (não empossado) (1768–1865) | 4 de novembro de 1836 a 5 de novembro de 1836 |
| Ministro e Secretário de Estado dos Negócios da Fazenda                 |          | Visconde de Porto Covo (não empossado) (1796–1856)        | 4 de novembro de 1836 a 6 de novembro de 1836 |
| Ministro e Secretário de Estado dos Negócios da Guerra                  |          | Barão de Leiria (não empossado) (1794–1873)               | 4 de novembro de 1836 a 6 de novembro de 1836 |
| Ministro e Secretário de Estado dos Negócios da Marinha e Ultramar      |          | José Xavier Bressane Leite (não empossado) (1780–1843)    | 4 de novembro de 1836 a 6 de novembro de 1836 |
| Ministro e Secretário de Estado dos Negócios Estrangeiros               |          | Marquês de Valença (não empossado) (1780–1840)            | 4 de novembro de 1836 a 5 de novembro de 1836 |